# سابو دستگیر
سابو دستگیر (انگلیسی: Sabu Dastagir؛ ۲۷ ژانویهٔ ۱۹۲۴ – ۲ دسامبر ۱۹۶۳) یک هنرپیشه هندی‌الاصل اهل ایالات متحده آمریکا بود. وی بین سال‌های ۱۹۳۷ تا ۱۹۶۳ میلادی فعالیت می‌کرد.

## گزیدهٔ فیلم‌شناسی
- نارکیسوس سیاه (۱۹۴۷)
- طنجه (۱۹۴۶)
- شب‌های عربی (۱۹۴۲)
- کتاب جنگل (۱۹۴۲)
- طبل (۱۹۳۸)